# جلسة عامة
الجلسة العامة (بالإنجليزية: Plenary session) هي جلسة مفتوحة لمؤتمر أو هيئة يحضرها جميع الأطراف أو الأعضاء، حيث يتم اتخاذ جميع القرارات الرسمية. وقد استخدم هذا المصطلح في مهنة التدريس لوصف اجتماع تلخيص المعلومات. وغالبا ما يشجع ذلك على مشاركة الصف.
يأتي هذا المصطلح من الكلمة اللاتينية "plenus" التي تعني «اجتماع كامل»، وقد أصبح يستخدم في الأوساط الأكاديمية مثل المؤتمرات، إما قبل أو بعد تقسيم المشاركين إلى مجموعات أصغر. يمكن أن تكون هذه الجلسات وقتًا لتلخيص المعلومات، وقد تشجع على مشاركة الحضور أو التواصل.
قد يشير مصطلح «الجلسة العامة» إلى الاجتماعات التشريعية، مثل تلك التي يعقدها البرلمان الأوروبي. في هذه الجلسات، إذا لم يحضر جميع الأعضاء، يجب على الأقل تحقيق النصاب القانوني. وبالمثل، في الجمعية العامة للأمم المتحدة، تتطلب الجلسة العامة حضور حد أدنى من الأعضاء لمتابعة إجراءاتها، وقد ينطبق الأمر نفسه على مجموعات أخرى حسب نظامها الأساسي أو لوائحها الداخلية.
لدى بعض المنظمات لجان دائمة تدير أعمال المنظمة بين المؤتمرات أو الاجتماعات الأخرى. قد يكون لهذه اللجان نفسها متطلبات النصاب القانوني وجلسات عامة. على سبيل المثال، يجب أن يكون لدى جميعة أيرلندا الشمالية نصاب قانوني مكون من خمسة أعضاء على الأقل لكي تتمكن اللجنة من متابعة أعمالها.

## أنظر أيضًا
- المجلس التشريعي
- النصاب القانوني